# Peru (Kansas)
Peru es una ciudad ubicada en el condado de Chautauqua en el estado estadounidense de Kansas. En el año 2010 tenía una población de 139 habitantes y una densidad poblacional de 139 personas por km².

## Geografía
Peru se encuentra ubicada en las coordenadas 37°4′53″N 96°5′47″O / 37.08139, -96.09639 (37.081299, -96.096277).

## Demografía
Según la Oficina del Censo en 2000 los ingresos medios por hogar en la localidad eran de $25,208 y los ingresos medios por familia eran $31,875. Los hombres tenían unos ingresos medios de $15,625 frente a los $12,143 para las mujeres. La renta per cápita para la localidad era de $13,810. Alrededor del 11.9% de la población estaban por debajo del umbral de pobreza.